# Mark Leslie
Mark Kelo Leslie (Punta Gorda, 20 agosto 1978) è un ex calciatore beliziano, di ruolo centrocampista.

## Carriera

### Club
Leslie ha giocato dal 1997 al 1999 per l'Acros Brown Bombers. Nel 1999 passa al Grigamandala Dangriga. Nel 2000 si trasferisce al Kulture Yabra. Nel 2001 gioca alla Juventus Orange Walk. Nel 2002 si trasferisce al Sagitún. Nel 2003 gioca per il San Pedro Seahawks, prima di trasferirsi al Belpoman Bandits. Nel 2004 passa al North East Stars, club della massima serie trinidadiana, prima di tornare al Sagitún, dopo l'esperienza del 2002. Nel 2005 viene acquistato dal Kulture Yabra, in cui aveva già militato dal 2000 al 2001, Nel 2006, dopo un breve ritorno al North East Stars, viene acquistato dal Belize. Nel 2008 torna al North East Stars. Nel 2009 gioca per il Ma Pau. Dal 2010 al 2013 milita al North East Stars. Nel 2013 si trasferisce al Belize.

### Nazionale
È stato un membro della nazionale beliziana fino al 2007 e ha collezionato 55 presenze e 9 gol.